# 夕やけワイド まちかど元気王
『夕やけワイド まちかど元気王』（ゆうやけワイド まちかどげんきおう）は、2001年1月から2003年3月まで石川テレビで平日17時台に放送されていた夕方ワイド番組。

## 概要
月に1回のペースで放送されていた月曜19時台のローカル情報番組『まちかどチャンネル グーグーグッド』を前身とする帯番組で、同番組のレギュラー陣が引き続き出演していた（お笑いコンビのらくてんか弐のみ降板）。
番組は毎日行うレギュラーコーナーと、曜日ごとに企画内容を変える日替わりコーナーによって構成されていた。当初は全てのコーナーが自社製作でローカル色豊かな内容だったが、16時59分放送開始になってからはコーナーの数を減らし、空いた時間でフジテレビ発『FNNスーパーニュース』の芸能ニュースコーナーを放送するようになった。
番組終了後、それまで直後の時間帯に放送されていた『石川テレビスーパーニュース』が17時台に進出し、放送枠を一気に2時間近くにまで広げ、『FNNスーパーニュース』を1コーナーだけでなく全体をネットできるようになった。番組自体はその後も土曜12時台へ移動した上で続けられており、2003年5月から2005年3月まで『土曜はとくもり!!元気王』と題して放送されていた。このリニューアルで番組の規模は縮小したものの、レギュラー陣のメンバー構成は帯番組時代とほぼ同じだった（前期のみ、後期には大幅に変更）。2025年1月6日に『石川さんパレット』として約22年ぶりに復活する。後期と同様に任意ネットも継続されている。

## 放送時間
- 月曜 - 金曜 17:00 - 17:54 （前期）
- 月曜 - 金曜 16:59 - 17:54 （後期）

## 出演者
- 竹内章（当時石川テレビアナウンサー）
- 木内亮（当時石川テレビアナウンサー）
- 竹嶋和江（当時石川テレビアナウンサー）
- 越見理恵
- 山田彰子
- 竹田公実